# سیارک ۷۱۹۵
سیارک ۷۱۹۵ (به انگلیسی: 7195 Danboice، نامگذاری:1994AJ) هفت هزار و صد و نود و پنجمین سیارک کشف شده‌است که در ۲ ژانویه ۱۹۹۴ کشف شد.